# Јенс Леман
Јенс Герхард Леман (10. новембар 1969. у Есену, Северна Рајна-Вестфалија, Немачка) бивши је немачки фудбалер и репрезентативац који је играо на позицији голмана. Тренутно је помоћни тренер Аугзбурга.
Леман је професионалну каријеру започео 1989. године у Шалке 04 у другој њемачкој савезној лиги где је 1991. године успео да уђе у прву лигу. Својим сувереним одбранама и успешном синхронизацијом са играчима одбране, одлучујуће је допринео и освајању првог места у купу УЕФА 1997. године.
Годину дана после, напустио је Шалке 04 и отишао у Италију (ФК Милан) гдје је прошао неславно. Већ у зимској паузи првенства је напустио Италију и вратио се у Немачку, у Борусију из Дортмунда. Са Борусијом је освојио куп Немачке као и након преласка у Арсенал, енглески куп.
Због изузетних успеха и веома јаких сезона прошлих година у Арсеналу, је у немачкој репрезентацији до пред њено напуштање успео, да на друго место потисне већ годинама доминирајућег голмана легенду Оливера Кана (Бајерн Минхен).